# Lijst van gevelkunst in Den Helder
Dit is een chronologische, incomplete, lijst van gevelkunst in Den Helder. Hieronder vallen gevelstenen, reliëfs, mozaïeken, gedenktekens en andere kunst op gevels binnen de Nederlandse gemeente Den Helder die structureel of historisch gezien onderdeel zijn van een gebouw. Ook wandbeelden in tunnels zijn in deze lijst opgenomen. Kunst waar geen jaartal van bekend is staat onderaan de lijst alfabetisch geordend op adres. Onderaan deze pagina bevindt zich een lijst met verdwenen gevelkunst, een lijst met gevelkunst op militaire terreinen en een lijst met eerste stenen binnen dezelfde gemeente.
Voor vrijstaande beelden binnen de gemeente Den Helder zie: Lijst van beelden in Den Helder. Voor muurgedichten binnen de gemeente Den Helder zie: Lijst van muurgedichten in Den Helder.
| Geplaatst                                    | Omschrijving                                                              | Kunstenaar                                      | Locatie | Plaats      | Materiaal                               | Afbeelding |
| -------------------------------------------- | ------------------------------------------------------------------------- | ----------------------------------------------- | --- | ----------- | --------------------------------------- | ---------- |
| 1750 (in 1958 na brand herplaatst)           | Gevelsteen '1750'                                                         |                                                 | Gravin Magdalena van Waardenburglaan 22 (op gevel boerderij De Schooten)                                                       | Den Helder  |                                         |            |
| 1840 (inwijding kerk)                        | Pauselijk wapen                                                           |                                                 | Kerkgracht (gevel Petrus en Pauluskerk)                                                                                        | Den Helder  |                                         |            |
| 1858                                         | Gevelsteen kop                                                            |                                                 | Achterbinnenhaven 49 | Den Helder  |                                         |            |
| 1862 (later herplaatst)                      | Plaquette fabriek de Prins van Oranje                                     |                                                 | Bassingracht 4 (oorspronkelijk op gesloopte naastgelegen Botbrug)                                                              | Den Helder  | Gietijzer                               |            |
| 1878                                         | Plaquette vuurtoren                                                       |                                                 | Zeeweg (op vuurtoren Kijkduin)                                                                                                 | Huisduinen  |                                         |            |
| 1896 (2005 herplaatst)                       | "Militair_Te Huis." & "Ned. R.K. Volksbond."                              |                                                 | Molengracht | Den Helder  |                                         |            |
| 1900                                         | Sluitstenen                                                               |                                                 | Maarten Harpertszoon Trompstraat 14 t/m 28 (even)                                                                              | Den Helder  |                                         |            |
| 1904                                         | Boogveld met Bloemreliëf                                                  |                                                 | Keizerstraat 56 | Den Helder  |                                         |            |
| 1904?                                        | Tegeltableau uil                                                          |                                                 | Weststraat 110 (Bibliotheek School 7)                                                                                          | Den Helder  |                                         |            |
| 1905                                         | Sluitstenen vrucht                                                        |                                                 | Emmastraat 92, 94 & 100 | Den Helder  |                                         |            |
| 1905                                         | Sluitstenen fruit                                                         |                                                 | Wilhelminastraat 42 | Den Helder  |                                         |            |
| 1905                                         | Sluitsteen                                                                |                                                 | Wilhelminastraat 70 | Den Helder  |                                         |            |
| 1905                                         | Sluitstenen rozen                                                         |                                                 | Wilhelminastraat 87 t/m 93 (oneven)                                                                                            | Den Helder  |                                         |            |
| 1911                                         | Plaquette H.E. baron van Asbeck                                           |                                                 | Fabrieksgracht 59 | Den Helder  |                                         |            |
| 1912?                                        | Boogveld, Timpaan, Lateien en sluitstenen                                 |                                                 | Koningstraat 89 | Den Helder  |                                         |            |
| 1913                                         | Gevelsteen "Een vaste burg is onze god"                                   |                                                 | Wezenstraat (op de gevel van de Lutherse kerk)                                                                                 | Den Helder  |                                         |            |
| 1913                                         | Twee vogels                                                               |                                                 | Wezenstraat (op de gevel van de Lutherse kerk)                                                                                 | Den Helder  |                                         |            |
| 1914                                         | Gevelsteen '1914'                                                         |                                                 | Javastraat 62 | Den Helder  |                                         |            |
| 1915 (ca. 1994 na sloop kerk hergebruikt)    | Gedeeltelijke gevelsteen gereformeerde kerk                               |                                                 | Palmstraat 5 t/m 15 | Den Helder  |                                         |            |
| 1917                                         | Diverse symbolen vrijetijdsbesteding en anker                             |                                                 | Spoorstraat 56 (op de gevel van het Algemene Tehuis voor Militairen)                                                           | Den Helder  |                                         |            |
| 1920                                         | Boogvelden met reliëfs                                                    |                                                 | Piet Heinstraat 5, 7 en 9 | Den Helder  |                                         |            |
| Vanaf ca. 1920                               | Bull dog & haan                                                           |                                                 | Op PEN-huisjes Molenstraat, Koningsplein, Sumatrastraat en Crocusstraat.                                                       | Den Helder  |                                         |            |
| 1921                                         | Gedicht spuikanaal                                                        |                                                 | Prins Willem-Alexandersingel (noordelijke uiteinde)                                                                            | Den Helder  |                                         |            |
| Ca. 1922                                     | Gevelplastiek                                                             | Willem Coenraad Brouwer                         | Van Galenstraat (bij onderdoorgang)                                                                                            | Den Helder  | Terracotta                              |            |
| 1922                                         | Gevelplastiek 'Helder'                                                    | Willem Coenraad Brouwer?                        | De Wetstraat (boven onderdoorgang)                                                                                             | Den Helder  | Terracotta                              |            |
| ca. 1923                                     | Ommanteling lampen                                                        | Willem Coenraad Brouwer                         | Middenweg (entree gebouw De Vijfsprong)                                                                                        | Den Helder  | Terracotta                              |            |
| 1926                                         | Gemeentewapen                                                             |                                                 | Kerkgracht 1 (gevel v.m. stadhuis)                                                                                             | Den Helder  |                                         |            |
| 1926                                         | Vier kronen                                                               |                                                 | Kerkgracht 1 (balkon v.m. stadhuis)                                                                                            | Den Helder  |                                         |            |
| 1930                                         | Twee leerlingen                                                           | Willem Coenraad Brouwer                         | Ankerpark (gevel vml. Zeevaartschool)                                                                                          | Den Helder  | Terracotta                              |            |
| 1931                                         | Boogveld met reliëf                                                       |                                                 | Keizerstraat 8 | Den Helder  |                                         |            |
| 1931?                                        | Gevelsteen bloemen                                                        |                                                 | Koningstraat 38 | Den Helder  |                                         |            |
| Begin jaren 1940                             | Duits wapen                                                               |                                                 | OS&O loods (aan beide kopse kanten)                                                                                            | Huisduinen  |                                         |            |
| 1949                                         | Gevelsteen '1949'                                                         |                                                 | Spoorstraat 52 | Den Helder  |                                         |            |
| Halverwege 20e eeuw                          | Gevelsteen granietwerker                                                  |                                                 | Loodsgracht 42 | Den Helder  |                                         |            |
| 1953                                         | Lignum Superbum Est.                                                      |                                                 | Sluisdijkstraat 105A | Den Helder  |                                         |            |
| 1954                                         | Feniks                                                                    | Meint Beekhuis van Till                         | Petrus Planciusstraat 28 | Den Helder  |                                         |            |
| 1954 (2007 herplaatst)                       | De jeugd vliegt uit                                                       | Wessel Couzijn                                  | Timorlaan (wooncomplex Parkzicht)                                                                                              | Den Helder  |                                         |            |
| 1954                                         | Reliëf school-ambachten                                                   | Bertus Sondaar                                  | Sportlaan (naast entree voormalige LTS)                                                                                        | Den Helder  | Zandsteen                               |            |
| 1958                                         | Christusmonogram                                                          |                                                 | H.A. Lorentzstraat (op gevel voormalige Opstandingskerk)                                                                       | Den Helder  |                                         |            |
| 1958 (herplaatst ca. 2013)                   | Vlakvulling, de jeugd                                                     | Jos Wong Lun Hing                               | Timorlaan (zijkant Lyceumhof, eerder op gevel Gemeentelijk Lyceum)                                                             | Den Helder  | Beton                                   |            |
| 1958                                         | Het dienen van de gemeenschap                                             | Huib de Ru                                      | Sportlaan (aan zijkant Loft 62)                                                                                                | Den Helder  |                                         |            |
| 1959                                         | Opgroeiende jeugd                                                         | Dick Stins                                      | Middenweg (op gevel voormalige U.L.O.-school)                                                                                  | Den Helder  | Hardsteen                               |            |
| 1960                                         | Vogels                                                                    | Pieter van Velzen                               | Sportlaan (op gevel voormalige R.K. meisjes ULO-school)                                                                        | Den Helder  |                                         |            |
| 1962                                         | Mozaïek zeebodem                                                          | Kees Franse                                     | Texelstroomlaan (op flat Grebbestraat)                                                                                         | Den Helder  |                                         |            |
| 1962                                         | Sint Nicolaas                                                             | Piet Schoenmakers                               | Duinbrink (boven ingang voormalige Sint-Nicolaaskerk)                                                                          | Den Helder  | Steen                                   |            |
| 1962?                                        | "Uw wet is een licht op onze wegen"                                       |                                                 | Duinbrink | Den Helder  |                                         |            |
| 1964 (2011 verplaatst)                       | Zonder naam (in de volksmond Redder met kind en Man met kind op schouder) | Maria van Everdingen                            | Willemsoord (zijgevel Reddingmuseum, sinds 2011, van 1964 tot 1998 op de gevel van het politiebureau aan de Prins Hendriklaan) | Den Helder  |                                         |            |
| 1969                                         | Reliëf                                                                    |                                                 | Op gebouw landmetersweg 15 | Den Helder  |                                         |            |
| Jaren 1970                                   | Vogel(nest)                                                               |                                                 | Torplaan (op gevel Vredeskerk)                                                                                                 | Den Helder  |                                         |            |
| 1973                                         | Plaquette Slag bij Kijkduin                                               |                                                 | Op gevel Huisduiner kerk | Huisduinen  |                                         |            |
| 1982                                         | Plaquette renovatie                                                       |                                                 | De Wetstraat | Den Helder  |                                         |            |
| 1994                                         | Herinnering aan de Bethelkerk                                             |                                                 | Spoorstraat 12 | Den Helder  |                                         |            |
| 2002                                         | Gevelstenen 'Anno 2002'                                                   |                                                 | Steengracht 10 | Den Helder  |                                         |            |
| 2005                                         | Joods monument (plaquette)                                                |                                                 | Algemene Begraafplaats | Den Helder  | Natuursteen                             |            |
| 2006                                         | Mozaïek                                                                   | Kinderen                                        | Burgemeester Ritmeesterweg (stationstunnel)                                                                                    | Den Helder  | Tegels                                  |            |
| 2007                                         | De wonderbare visvangst / De zaaier                                       |                                                 | Op gevel Willibrordkerk (voor 2007 op Vliegkamp Valkenburg)                                                                    | Julianadorp |                                         |            |
| 2007                                         | Dieren                                                                    | Leerlingen P.C.B. De Rank (i.s.m. Young at Art) | Drooghe Bol (op gevel basisschool De Rank)                                                                                     | Julianadorp |                                         |            |
| ca. 2008                                     | Wapen van Den Helder                                                      |                                                 | Middenweg (op de Nieuwe Watertoren)                                                                                            | Den Helder  |                                         |            |
| Voor 2009                                    | Reliëf Thaise symboliek                                                   | Pratum Indrayotha                               | Loodsgracht 37 | Den Helder  |                                         |            |
| 2011 (in 2017 en 2021 zijn delen verwijderd) | De verbinding (mozaïek)                                                   | Cees Pieterse                                   | Brakkeveldweg (tunneltje) | Den Helder  |                                         |            |
| 2014                                         | Gemeentewapen en gekruisde ankers                                         |                                                 | Zuidstraat 12 | Den Helder  |                                         |            |
| 2015                                         | Gedenkplaats 'Rijkswerf Willemsoord 1940-1945'                            | Schil Schillemans                               | Willemsoord (westgevel pompgebouw)                                                                                             | Den Helder  |                                         |            |
| 2016                                         | ?                                                                         | Jaap Velserboer i.s.m. kinderen                 | Ceramstraat (op muur speeldveldje nabij Balistraat)                                                                            | Den Helder  |                                         |            |
| 2017                                         | IJshoorntjes                                                              |                                                 | Keizerstraat 22 | Den Helder  |                                         |            |
| 2017                                         | Plaquette Leo Pinkhof                                                     |                                                 | Soembastraat 7 | Den Helder  |                                         |            |
| 2018                                         | Zeven gevelstenen 'trossen'                                               |                                                 | Stationsstraat | Den Helder  |                                         |            |
| 2019                                         | Gevelsteen 'anker'                                                        |                                                 | Stationsstraat | Den Helder  |                                         |            |
| 2019                                         | Kozijnen trapgaten van drie appartementencomplexen                        | Iris Roskam & Arno Coenen                       | Waddenzeestraat | Den Helder  |                                         |            |
| 2019                                         | Reliëf zeeleven, zijkanten van drie appartementencomplexen                | Iris Roskam & Arno Coenen                       | Waddenzeestraat | Den Helder  |                                         |            |
| 2019                                         | Twaalf ornamenten op schoorstenen van drie appartementencomplexen         | Iris Roskam & Arno Coenen                       | Waddenzeestraat | Den Helder  |                                         |            |
| 2020                                         | Tegeltableau voormalig station en matroos Ferdinand Bouwhuis              |                                                 | Spoorstraat (zijkant Halte Bellevue)                                                                                           | Den Helder  | Geglazuurde tegels                      |            |
| 2021                                         | Glasprint en lichtbak                                                     | Arno Coenen e.a.                                | Middenweg (gevel Triade) | Den Helder  |                                         |            |
| 2022                                         | Zeesterren en trossen                                                     |                                                 | Spuistraat 1-11 (oneven) | Den Helder  |                                         |            |
|                                              | Gevelsteen stoomschip Noordzee                                            |                                                 | Brouwerstraat 37 | Den Helder  |                                         |            |
|                                              | ?                                                                         |                                                 | Gravenstraat (zijgevel apotheek)                                                                                               | Den Helder  | Metaal                                  |            |
|                                              | Roos (reliëf)                                                             | Pratum Indrayotha                               | Koningdwarsstraat | Den Helder  |                                         |            |
|                                              | Reliëf                                                                    |                                                 | Hoek Koningdwarsstraat / Plantsoenstraat                                                                                       | Den Helder  | zandkleurige schoongemetselde bakstenen |            |
|                                              | Vijf sluitstenen, vruchten                                                |                                                 | Loodsgracht 67 | Den Helder  |                                         |            |
|                                              | Twee sluitstenen hond                                                     |                                                 | Piet Heinstraat 41 | Den Helder  |                                         |            |
|                                              | Gekleurde vlakken                                                         |                                                 | Polderweg (gevel gebouw Lidwina)                                                                                               | Den Helder  |                                         |            |
|                                              | Gevelsteen steenhouwer                                                    | Duijvelshoff?                                   | Spoorgracht 6 | Den Helder  |                                         |            |
|                                              | Tavenu (bioscoop)                                                         |                                                 | Spoorgracht 14 | Den Helder  |                                         |            |
|                                              | Kop                                                                       |                                                 | Spoorstraat 60 | Den Helder  |                                         |            |
|                                              | Drie sluitstenen, leeuw                                                   |                                                 | Steengracht 23 | Den Helder  |                                         |            |
|                                              | Console met reliëf                                                        |                                                 | Steengracht 25 | Den Helder  |                                         |            |
|                                              | 10 tegeltableaus reddingwerk                                              |                                                 | Theodorus Rijkersstraat (Dorus Rijkershof)                                                                                     | Den Helder  | Geglazuurde tegels                      |            |
|                                              | Gevelsteen                                                                |                                                 | Visstraat 71 | Den Helder  |                                         |            |

## Verdwenen gevelkunst
| Bron          | Geplaatst              | Verdwenen                             | Omschrijving                     | Kunstenaar                      | Locatie                                                                                 | Plaats      | Afbeelding |
| ------------- | ---------------------- | ------------------------------------- | -------------------------------- | ------------------------------- | --------------------------------------------------------------------------------------- | ----------- | ---------- |
| [ 2 ]         | 1862                   |                                       | Gevelsteen pakhuis De Haan       |                                 | Westgracht                                                                              | Den Helder  | Zie bron.  |
|               | 1908                   | 1959                                  | Wapen van Den Helder             |                                 | Middenweg (op de Nieuwe Watertoren)                                                     | Den Helder  |            |
| [ 3 ] [ 4 ]   |                        | 1930                                  | Twee oeils de boeuf              |                                 | Middenstraat 38                                                                         | Den Helder  | Zie bron   |
| [ 5 ]         | 1914                   | 1937                                  | Gevelsteen BVMMP                 | Hildo Krop                      | Prins Hendriklaan (op gebouw De Burcht)                                                 | Den Helder  | Zie bron   |
| [ 6 ]         | Vanaf ca. 1920         | jaren 1950                            | Bull dog & haan                  |                                 | Op PEN-huisje hoek De Laan/Westplein (huidige Willem Barentszstraat/Van der Hamstraat)  | Den Helder  | Zie bron   |
| [ 7 ]         | 1929                   | 1940                                  | Gevelsteen                       |                                 | Prins Hendriklaan (Het Kegelhuis)                                                       | Den Helder  | Zie bron   |
| [ 8 ]         | 1956                   | [ 9 ]                                 | Siersmeedwerk vogel              |                                 | Langevliet                                                                              | Julianadorp | Zie bron   |
| [ 10 ]        | 1958                   |                                       | Reliëf                           | Jan Meefout                     | Scheldestraat (op gevel Prof. van der Leeuwschool)                                      | Den Helder  | Zie bron   |
| [ 10 ]        | 1958                   |                                       | Reliëf                           | Jan Meefout                     | Scheldestraat (op gevel Prof. Kohnstammschool)                                          | Den Helder  | Zie bron   |
| [ 11 ]        | 1958                   |                                       | Reliëf bokspringen               |                                 | Scheldestraat (op gevel Prof. van der Leeuwschool)                                      | Den Helder  | Zie bron   |
| [ 12 ]        | 1958                   |                                       | Reliëf touwtjespringen           |                                 | Scheldestraat (op gevel Prof. Kohnstammschool)                                          | Den Helder  | Zie bron   |
| [ 13 ]        | 1958                   |                                       | Reliëf voetballen                |                                 | Scheldestraat (op gevel Prof. Kohnstammschool)                                          | Den Helder  | Zie bron   |
|               | 1960                   | ca. 2010                              | Dierenfiguren                    |                                 | Scheldestraat (op gevel nutskleuterschool De Zonnebloem)                                | Den Helder  |            |
|               | 1960                   | 2022                                  | Ruiter en paard                  | Dick Stins                      | Reggestraat (op gevel voormalige Prot. Chr. lagere school)                              | Den Helder  |            |
| [ 14 ]        | 1961                   | Niet aangetroffen                     | Gevelsteen Hollandse leeuw       |                                 | H.W. Mesdagstraat 8                                                                     | Huisduinen  | Zie bron   |
| [ 15 ]        | 1964                   | 1998                                  | Redder                           | Maria van Everdingen            | Polderweg                                                                               | Den Helder  | Zie bron   |
|               | 1964 (2006 verplaatst) | 2006                                  | Haan                             | Maria van Everdingen            | Op gevel brandweerkazerne aan de Polderweg, thans in brandweerkazerne Bastiondreef      | Den Helder  |            |
|               | 1964                   | 2022?                                 | Twee vrouwen die een mand dragen | Maria van Everdingen            | Voorheen op politiebureau Polderweg, gebouw sociale dienst en stadhuis Drs. F. Bijlweg) | Den Helder  | [ 18 ]     |
|               | ca. 1969               | 2019                                  | Vogels                           |                                 | Dirk Abbesteelaan (op gevel Prins Mauritsschool)                                        | Den Helder  |            |
|               | 1987                   | Tussen november 2020 en november 2022 | De Naalden                       | Mathijs van Dam en Peter Jansen | Op gemeentehuis Drs. F. Bijlweg                                                         | Den Helder  |            |
| [ 19 ] [ 20 ] | 1993                   | 2004                                  | Wind, water en lucht             | Joris Wille                     | Op watertoren                                                                           | Den Helder  | Zie bron   |
| [ 21 ]        |                        |                                       | Reliëf                           |                                 | Bierstraat (muur zuidkant)                                                              | Den Helder  | Zie bron   |
| [ 22 ]        |                        |                                       | Gevelkunst                       |                                 | Hagedoornstraat 2                                                                       | Den Helder  | Zie bron   |
| [ 23 ] [ 24 ] |                        |                                       | Gevelkunst zeemeeuwen            |                                 | Haringvlietweg 8 (zijde Kilstraat)                                                      | Den Helder  | Zie bron   |
| [ 23 ] [ 25 ] |                        |                                       | Gevelkunst schip                 |                                 | Haringvlietweg 10 (zijde Kilstraat)                                                     | Den Helder  | Zie bron   |
| [ 26 ]        |                        |                                       | Vissers                          |                                 | Korvetstraat (zijgevel OBS De Fontein)                                                  | Den Helder  | Zie bron   |
|               |                        | Tussen juli 2020 en mei 2024          | Reliëf                           | Pratum Indrayotha               | Kuiperstraat (steegje)                                                                  | Den Helder  |            |
| [ 27 ]        |                        | 2022                                  | Vogel met nest                   |                                 | Lijsterstraat 1 (gevel Eben Haëzerschool)                                               | Den Helder  |            |
| [ 28 ]        |                        |                                       | Gevelkunst                       |                                 | Meeuwenstraat (voorgevel Johan van Oldebarneveldschool)                                 | Den Helder  | Zie bron   |
| [ 29 ]        |                        |                                       | Gevelkunst                       |                                 | Meeuwenstraat (achtergevel Johan van Oldebarneveldschool)                               | Den Helder  | Zie bron   |
| [ 30 ]        |                        |                                       | Logo politie                     |                                 | Prins Hendriklaan (ingang politiebureau)                                                | Den Helder  | Zie bron   |

## Gevelkunst op militair terrein
Gevelkunst in deze lijst is binnen de gemeente Den Helder te vinden op militair terrein en dus niet vrij toegankelijk.
| Geplaatst              | Omschrijving                                                            | Kunstenaar                                    | Locatie                                                                                          | Plaats     | Materiaal   | Afbeelding |
| ---------------------- | ----------------------------------------------------------------------- | --------------------------------------------- | ------------------------------------------------------------------------------------------------ | ---------- | ----------- | ---------- |
| 1939                   | Gedenksteen 125-jarig bestaan Regiment Kust-Artillerie op Fort Erfprins | Opzichter Dijkstra & steenhouwer B.J.L. Simon | Gebouw Wodan (tot 1977 op vestibule kazerne)                                                     | Den Helder | Natuursteen |            |
| 1954 (2001 verplaatst) | Gevelsteen Michiel de Ruyter                                            | Dirk Bus                                      | Gebouw Zeehaen, Nieuwe Haven (eerder Kanaalweg op gevel 't Huys Tijdverdrijf in openbare ruimte) | Den Helder |             |            |

## Lijst van eerste stenen
Hieronder volgt een lijst van eerste stenen en andere herdenkingsstenen die de bouw van een gebouw of civiel kunstwerk herdenken. Met grijze achtergrond stenen die intussen verdwenen zijn. 
| Datum plaatsing | Plaatser (functie)                                                          | Locatie                               | Soort constructie                         | Soort steen   | Plaats     | Afbeelding |
| --------------- | --------------------------------------------------------------------------- | ------------------------------------- | ----------------------------------------- | ------------- | ---------- | ---------- |
| 27-07-1848      | Augustus Albertus Bakker                                                    | Binnenhaven 102                       | Pakhuis                                   | Eerste steen  | Den Helder |            |
| 18-04-1859      | Prins van Oranje                                                            | Willemsoord                           | Boerenverdrietsluis                       | Eerste steen  | Den Helder |            |
| 1859            |                                                                             | Willemsoord                           | Boerenverdrietsluis                       |               | Den Helder |            |
| 1859            |                                                                             | Willemsoord                           | DOK II / Nieuwe Dok                       |               | Den Helder |            |
| 11-05-1868      | I.S.B. Janzen & I.E.M. Janzen                                               |                                       |                                           | Eerste steen  | Den Helder |            |
| 05-11-1878      | W. Schock                                                                   | Hoogstraat 86                         | Kerk                                      | Gedenksteen   | Den Helder |            |
| 18-04-1879      | A. Breet Cz.                                                                | Vijzelstraat 73                       | Kerk                                      | Eerste steen  | Den Helder |            |
| 03-11-1882      | S. Zwaan Rz                                                                 | Jan Verfailleweg                      | Woonhuis                                  | Eerste steen  | Den Helder |            |
| 05-04-1888      | Mathilda Antonette Smit                                                     | 2e Vroonstraat 48                     | Woonhuis                                  | Eerste steen  | Den Helder |            |
| 1894            | T. Luidinga                                                                 | Loodsgracht 42                        | Woonhuis                                  | Eerste steen  | Den Helder |            |
| 07-05-1894      | G.W. Noot                                                                   | Prins Hendriklaan 17                  | Woonhuis                                  | Eerste steen  | Den Helder |            |
| 25-08-1894      | Louise Kwast                                                                | Wilhelminastraat 42                   | Woonhuis                                  | Eerste steen  | Den Helder |            |
| 18-06-1895      | C.R.S.                                                                      | Van Galenstraat 13                    | Woonhuis                                  | Eerste steen  | Den Helder |            |
| Ca. 1901        | Onbekend                                                                    | De Ruijterstraat 65                   | Woonhuis                                  | Eerste steen  | Den Helder |            |
| 03-06-1903      | H.J.J. van Koningsbrugge                                                    | Loodsgracht 52                        | Pak- en woonhuis                          | Eerste steen  | Den Helder |            |
| 0?-09-1904      | L. de Graaf                                                                 | Hoogstraat 23                         | Woonhuis                                  | Eerste steen  | Den Helder |            |
| 05-11-1904      | B.J. Netten Schmeddes                                                       | Loodsgracht 30                        | Woonhuis                                  | Eerste steen  | Den Helder |            |
| 01-12-1904      | Simon Wit                                                                   | Van Galenstraat 34                    | Woonhuis                                  | Eerste steen  | Den Helder |            |
| 03-12-1904      | J.H.M. Noot                                                                 | Van Galenstraat 12                    | Woonhuis                                  | Eerste steen  | Den Helder |            |
| 25-08-1909      | Henderika Johanna van der Plaat                                             | Middenstraat 54                       | Woonhuis                                  | Eerste steen  | Den Helder |            |
| 15-12-1909      | P. Pluijlaar                                                                | Spoorstraat 37                        | Hotel de Toelast                          | Eerste steen  | Den Helder |            |
| 21-02-1910      | Tijs Duinker                                                                | Loodsgracht 20                        | Woonhuis                                  | Eerste steen  | Den Helder |            |
| 01-05-1911      | J.A. Swaters                                                                | Bassingracht 16                       | Pakhuis                                   | Eerste steen  | Den Helder |            |
| 06-10-1912      | Jan Duinker                                                                 | Breewaterstraat 69                    | Woonhuis                                  | Eerste steen  | Den Helder |            |
| 30-07-1913      | M.H.A. Insinger                                                             | Wezenstraat 68                        | Lutherse kerk                             | Gedenksteen   | Den Helder |            |
| 22-06-1915      | Bart Johan Gerhard Schokking                                                | Palmstraat                            | Kerk                                      | Eerste steen  | Den Helder |            |
| 15-03-1915      | Annie Hoogenbosch                                                           | Westgracht 33                         | Woonhuis                                  | Eerste steen  | Den Helder |            |
| 22-12-1920      | Machiel Griek                                                               | Kerkgracht 27                         | Woonhuis                                  | Eerste steen  | Den Helder |            |
| 01-04-1921      | W.J. Steilberg                                                              | Vismarkt 2/Spoorgracht 29             | Winkelpand                                | Eerste steen  | Den Helder |            |
| 15-05-1923      | Corrie en Albert Heijdenrijk                                                | Ruyghweg 81                           | Woonhuis                                  | Eerste steen  | Den Helder |            |
| 12-03-1925      | Chr. B. Pluijlaar & Afina J. Pluijlaar                                      | Badhuisstraat                         | Uitspanning                               | Eerste steen  | Huisduinen |            |
| 09-09-1925      | Dedie Wit                                                                   | Wilhelminastraat 38-42                | Woonhuis                                  | Eerste steen  | Den Helder |            |
| 02-06-1930      | Betsij Kossen                                                               | Brakkeveldweg 68                      | Woonhuis                                  | Eerste steen  | Den Helder |            |
| 28-03-1933      | Dickie Bot                                                                  | Soembastraat 35                       | Woonhuis                                  | Eerste steen  | Den Helder |            |
| 02-10-1934      | PB                                                                          | Helden der Zeeplein                   | Nationaal Monument voor het Reddingswezen | Eerste steen  | Den Helder |            |
| 18-04-1935      | Adriaantje Lugtenburg                                                       | Jacob van Heemskerckstraat 30/32      | Woonhuis                                  | Eerste steen  | Den Helder |            |
| 30-04-1935      | Ansje Heijligenberg & Magda Bregman                                         | Gravenstraat                          | Radiocentrale                             | Eerste steen  | Den Helder |            |
| 29-07-1936      | G. van Praag (nestor Joodse gemeente)                                       | Algemene begraafplaats Den Helder     | Metaheerhuis                              | Eerste steen  | Den Helder |            |
| 29-12-1936      | Marretje Markus                                                             | Jacob van Heemskerckstraat 80         | Woonhuis                                  | Eerste steen  | Den Helder |            |
| 14-07-1938      | Geert George Bethlehem                                                      | Langestraat 25                        | Woonhuis                                  | Eerste steen  | Den Helder |            |
| 10-11-1938      | Freek Egner                                                                 | Balistraat 59                         | Woonhuis                                  | Eerste steen  | Den Helder |            |
| 20-07-1939      | Anneke de Glopper                                                           | Middenweg 144                         | Woonhuis                                  | Eerste steen  | Den Helder |            |
| 08-08-1939      | Joop Rombout                                                                | H.A. Lorentzstraat 204                | Winkelpand                                | Eerste steen  | Den Helder |            |
| 15-06-1949      | Tineke Bais                                                                 | Broodsteeg (Binnenhaven)              | Pakhuis                                   | Eerste steen  | Den Helder |            |
| 16-08-1950      | Rikkemina A.M. Strating                                                     | Westgracht 15                         | Bedrijfspand                              | Eerste steen  | Den Helder |            |
| 21-02-1952      | H. Hagedoorn                                                                | Oostslootstraat 47                    | Woonhuis                                  | Eerste steen  | Den Helder |            |
| 10-04-1953      | Hans Vader                                                                  | Borneolaan 27                         | Woonhuis                                  | Eerste steen  | Den Helder |            |
| 12-04-1954      | Marjolijne Francisca Prinsen                                                | Celebesstraat 7                       | School                                    | Eerste steen  | Den Helder |            |
| 05-07-1957      | Gesina Maria Kingma                                                         | Middenweg 103                         | School                                    | Eerste steen  | Den Helder |            |
| 18-10-1960      |                                                                             | Willem Barentszstraat 51-149          | Bejaardentehuis Ten Anker                 | Eerste steen  | Den Helder |            |
| 31-07-1961      | G.P. Bakker (deken van Den Helder)                                          | Haringvlietweg 2 (thans Duinbrink 49) | Sint Nicolaaskerk                         | Eerste steen  | Den Helder |            |
| 20-05-1964      | Martin en Pieter van Loon                                                   | Middenweg (?)                         |                                           | Eerste steen  | Den Helder | [ 34 ]     |
| 05-10-1965      | Arnold Gründmann                                                            | Javastraat 54                         | Woonhuis                                  | Eerste steen  | Den Helder |            |
| 05-04-1976      | Marco Czech                                                                 | 2e Vroonstraat 48                     | Woonhuis                                  | Eerste steen  | Den Helder |            |
| 05-1977         | Fam. Schmidt                                                                | Bassingracht 69                       | Woonhuis                                  | Eerste steen  | Den Helder |            |
| 09-09-1978      | Wietske Draaisma                                                            | Breewaterstraat 46                    | Woonhuis                                  | Eerste steen  | Den Helder |            |
| 1985            | Th.A. Rieswijk                                                              | Bierstraat 3                          | Winkelpand                                | Eerste steen  | Den Helder |            |
| 25-06-1993      | J.J.M. Manderfeld (wethouder)                                               | Badhuisstraat                         | Bestrating                                | Eerste steen  | Huisduinen |            |
| 25-06-1993      | SBW                                                                         | Badhuisstraat                         | Bestrating                                | Gedenksteen   | Huisduinen |            |
| 30-03-1995      | Nico Lensen                                                                 | Hoogstraat 132-182                    | Appartementencomplex                      | Gedenksteen   | Den Helder |            |
| 25-09-1997      | Wirix-Speentjes (bisschop) & J. Nieuwenhuizen (pastoor)                     | Annie Romein Verschoorlaan 10         | Kerk                                      | Gedenksteen   | Den Helder |            |
| 19-11-1999      | E.J. Vos-Brandjes (wethouder)                                               | Keizersgracht 109-113                 | Appartementencomplex                      | Eerste steen  | Den Helder |            |
| 23-04-2002      | Drs G. Ybema (staatssecretaris van Economische Zaken)                       | Willemsoord 63                        |                                           | Laatste steen | Den Helder |            |
| 2005            |                                                                             | Molengracht 18                        | Appartementencomplex                      | Gedenksteen   | Den Helder |            |
| 24-06-2005      | Drs. R.P. Waltmann                                                          | Molengracht 18                        | Appartementencomplex                      | Laatste steen | Den Helder |            |
| 30-12-2005      | Kimberly & Ashley Jacobs                                                    | Koningdwarsstraat 57                  | Woonhuis                                  | Eerste steen  | Den Helder |            |
| 19-07-2006      |                                                                             | Timorpark                             | Muziekkoepel                              |               | Den Helder |            |
| 12-06-2010      |                                                                             | De Helderse Vallei 9                  | Openluchttheater                          | Tegel         | Den Helder |            |
| 18-06-2010      | K.F. Schuiling (burgemeester)                                               | Nieuwe Kerkplein 5                    | Woonblok                                  | Eerste steen  | Den Helder |            |
| 23-11-2010      | Frans Schreuder                                                             | Kijkduinlaan 14                       | Woonhuis                                  | Eerste steen  | Huisduinen |            |
| 13-03-2014      | Pia Bruin (wethouder) & Coert Veenstra (bestuurder Vrijwaard)               | Westgracht 72K                        | Zorgwoningen                              | Eerste steen  | Den Helder |            |
| 04-09-2024      | Dhr. Ir. J.P. Verhoef (voorzitter Helderse Molenstichting "De Onderneming") | Molenplantsoen 1-5                    | Molen                                     | Eerste steen  | Den Helder |            |
|                 |                                                                             | Korvetstraat 77                       | Buurthuis                                 |               | Den Helder |            |
|                 |                                                                             | Spoorstraat 21                        | Winkelpand/woonhuis                       |               | Den Helder |            |
|                 |                                                                             | Achterbinnenhaven 3                   |                                           |               | Den Helder |            |
|                 | Ellen                                                                       | Fazantenstraat 12C                    | Horeca-kiosk                              |               | Den Helder |            |
|                 |                                                                             | Jan in 't Veltstraat 20               | Woonhuis                                  |               | Den Helder |            |
|                 |                                                                             | Jan in 't Veltstraat 82               | Woonhuis                                  |               | Den Helder |            |
|                 |                                                                             | Jan in 't Veltstraat 92               | Pastorie                                  |               | Den Helder |            |
|                 |                                                                             | Jonkerstraat 1                        | Woonhuis                                  |               | Den Helder |            |
|                 |                                                                             | Koningsplein 1                        | Maatschappelijk gebouw                    |               | Den Helder |            |
|                 | Laan                                                                        | Koningstraat 71                       | Winkelpand                                |               | Den Helder |            |
|                 |                                                                             | Lombokstraat 8                        | Woonhuis                                  |               | Den Helder |            |
|                 |                                                                             | Middenweg 157                         | Woonhuis                                  |               | Den Helder |            |
|                 |                                                                             | Sluisdijkstraat 137                   |                                           |               | Den Helder |            |
|                 |                                                                             | Steengracht 25                        | Kerk                                      |               | Den Helder |            |
|                 |                                                                             | Visstraat 71                          | Woonhuis                                  |               | Den Helder |            |
|                 |                                                                             | Willem Barentszstraat 157             | Woonhuis                                  |               | Den Helder |            |
|                 |                                                                             | Zuidstraat 50                         | Woonhuis                                  |               | Den Helder |            |